# Fifi

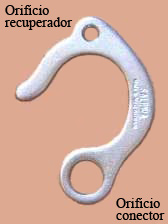
Fifi.

La fifi es un gancho de aluminio de unos 7 cm que se usa en escalada como sistema de anclaje-desanclaje simple, es el más rápido y sencillo. Dispone de dos orificios, el recuperador en su parte superior y el conector en la inferior. Existen dos tipos de fifi, la fija y la regulable,  en los dos casos sus objetivos son los mismos:
- Anclarse el escalador.
- Recuperar los estribos en escalada artificial.
- Recuperar material.

Cada una de estas maniobras requiere un atado y manejo distinto de la fifi.

## Anclarse el escalador

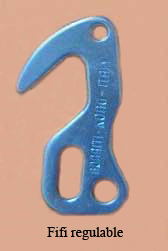
Fifi regulable con agujeros de regulación y antiretorno del cordino que ajusta la distancia que une al escalador con el anclaje a la pared.

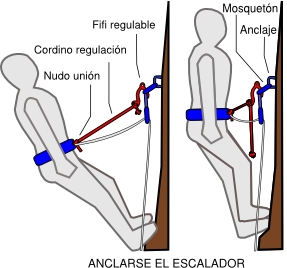
Uso de la fifi para anclarse y pegarse a la pared.

La fifi permite al escalador anclarse y pegarse a la pared en cualquier momento al objeto de descansar, estudiar la situación, elegir un material o equipar la pared. Para poder hacerlo, la fifi irá atada al arnés del escalador con un cordino o cinta (de unos 50 cm) desde el orificio conector. Para usarla, el escalador enganchará o desganchará la fifi a un mosquetón del anclaje de la pared.
Para esta función es recomendable el uso de una fifi regulable. Esta, en su parte conectora, dispone de un sistema de agujeros de regulación y antiretorno del cordino que permite ajustar la distancia que une al escalador con el anclaje a la pared. Una vez anclado se tira de su parte libre para ajustar la distancia a la pared. La parte libre del cordino va rematada con un nudo de seguridad que además servirá de tope a la mano para tirar de él.
Esta función también podría hacerse con un mosquetón y una cinta en el arnés, pero la fifi es más eficaz, rápida y ajustable, máxime en momento de apuros. Es especialmente útil en tramos de A0.
Uso de los orificios: Orificio conector con cordino al arnés. Orificio recuperador sin uso.

## Recuperar los estribos en escalada artificial
En este caso el objetivo de la fifi es que el escalador recupere los estribos fácilmente de una forma manual o automática cuando avanza en artificial por la pared, de tal manera que, al ascender el escalador la fifi avanzará con él y arrastrará el estribo en su ascensión. Para ello el escalador llevará, por un lado, atada la fifi a su arnés a través de un cordino que se anuda en le orificio recuperador, y por el otro lado, el estribo irá unido a la fifi a través del orificio conector.
Si se desea recuperar el estribo manualmente y no automáticamente, el cordino será más largo para que sea el escalador el que voluntariamente tire del cordino recuperador cuando haya salido del paso.
Uso de los orificios: Orificio conector al estribo con maillón o mosquetón. Orificio recuperador a un cordino tan largo como requiera la maniobra (entre 1 y 2 m)

## Recuperar material

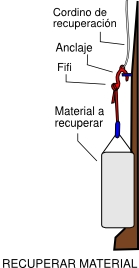
Uso de la fifi para anclarse y pegarse a la pared.

En grandes paredes la fifi es muy útil para recuperar material (siempre empaquetado en mochila o petate) entre reuniones. Imaginemos un petate colgado de un anclaje de la pared a través de la fifi. En este caso, el orificio de recuperación de la fifi está atada al escalador con un cordino igual o superior a la longitud del largo a escalar. Llegado a la reunión el escalador tirará del cordino liberando al petate del anclaje y dejándolo listo para ser izado. Normalmente es recomedable una polea para el trabajo de izado.
El cordino recuperador irá libre y no se pasará por los seguros.
Uso de los orificios: Orificio conector al petate con un mosquetón. Orificio recuperador a un cordino unido al escalador.

## Consideraciones generales
- Para unir la fifi al arnés es mejor anudarla con su cordino directamente sin usar mosquetón.
- La fifi regulable no funciona bien con cinta, es casi obligado usar cordino
- La fifí siempre debe trabajar con peso (el del cuerpo del escalador), de lo contrario podría salirse.
- La fifi no es un sistema de seguro, es de descanso y fijación provisional. Nunca se debe asegurar una reunión con ella.
- Si la fifi se ancla sobre un mosquetón con cinta, evitar que presione y desgaste la cinta.
- La punta de la fifi se pondrá mirando a la pared para evitar enganchones al superarse. 
- Para evitar que se enganche en la pared, el escalador deberá fijarla y tensarla en el portamateriales de su arnés.
- El uso de la fifi es muy libre y personal, por lo tanto, será cada escalador el que valore su uso en función de sus objetivos y estilo de escalada.
- El cordino utilizado normalmente es de 6 mm.
- La fifi es un material ligero, práctico y económico.
Importancia de la fifi en escalada: Aunque la fifi es un útil relativamente antiguo (década de los 70 del siglo XX), su uso, al menos en España, no está muy extendido. Su funcionalidad ha quedado demostrada en la escalda en general y en la clásica en particular. Cuando se abordan grandes paredes al estilo clásico, tenerla a mano supone una ventaja a la hora de hacer una parada para equipar la pared o una reuinión, estudiar la continuidad de la vía o simplemente descansar. También es muy útil en las reuniones ya que el escalador dispone de un anclaje dinámico que regulará a gusto en función de la necesidad, en este caso, siempre será un complemento y nunca será un sustituto de los sistemas convencionales de aseguramiento de reuniones. Por otro lado, es el accesorio ideal para izar material (mochilas y petates) de reunión a reunión.
- Datos: Q5447405
- Multimedia: Climbing hooks / Q5447405